# Лусија Кимани
Лусија Кимани Mwahiki-Марчетић (Каџиадо, 21. јун 1980) је атлетичарка бањалучког Борца, Републике Српске и Босне и Херцеговине, пореклом из Кеније. Била је најбоља спортисткиња Републике Српске 2006. године.

## Биографија

### Долазак у Републику Српску
У априлу 2004. године у Салцбургу у Аустрији, учествовала је са групом кенијских атлетичара на „Салцбуршком полумаратону“. Ту је упознала Синишу Марчетића родом из Приједора у Републици Српској, Босни и Херцеговини, који је студирао у Салцбургу, бавио се атлетиком и трчао је на том маратону. Та веза је завршила браком. Преселила се у Приједор, узела држављанство Републике Српске и почела тренирати у АК Борцу из Бањалуке.

### Награде
Лусија Кимани је оборила државни рекорд БиХ у полумаратону два пута 2006. године и државни рекорд у маратону који је био из 1989. Исте године је првакиња БиХ у кросу, затим на 1.500 и 3.000 метара, победница екипног првенства БиХ на 3.000 м са АК Борцем, затим победница сплитског маратона и ријечког полумаратона.
- 2008. је изабрана за најбољу спортисткињу Босне и Херцеговине.

### 2007.
У априлу 2007. на познатом међународном бечком маратону, освојила је четврто место с временом 2:38:21, што је тада био нови рекорд Босне и Херцеговине. Овим резултатом испунила је норму за наступе на Светском првенству у Осаки, у августу 2007. године, и на олимпијским играма у Пекингу 2008. године.

### 2008.
На олимпијским играма у Пекингу 2008. године маратон је истрчала у времену 2:35:47 заузевши 42. место али и оборивши рекорд Босне и Херцеговине. Тренутно држи четири државна рекорда у различитим тркачким дисциплинама, укључујући и маратон.

### Најбољи резултати
- 10.000 м  — 34:03,23 Европски куп 10.000 у Истанбулу 12. априла 2008. (13 место)
- 10 км — 33:13 Прво место на Видовданској трци у Брчком, 28. јун 2009; са тим резултатом поправила је властити рекорд БиХ на 10 км.
- полумаратон — 1.12:25 Друго Светско првенство у полумаратону у Удинама 14. октобар 2007. (36 место)
- маратон — 2.38:21 рекорд БИХ Бечки маратон 29. април 2007 (4 место)
- маратон — 2.37:37 рекорд БИХ Маратон у Дубаију 18. јануар 2008.
- маратон — 2.34:57 рекорд БИХ Загребачки маратон 19. октобар 2011.

Тренутно живи у Приједору.